# Sint-Petrus'-Bandenkerk (Oisterwijk)
De Sint-Petrus'-Bandenkerk (ook wel kortweg: Sint-Petruskerk) is een door Pierre Cuypers ontworpen neogotische kruisbasiliek te Oisterwijk.
De kerk behoort tot het bisdom 's-Hertogenbosch en valt onder de Sint Jozefparochie.

## Gebouw
De kerk werd in 1897 ingewijd, nadat in 1895 haar voorganger, een gotische kerk, was gesloopt. De kerk is 50 meter lang en 38 meter breed. Het ontwerp van de nieuwe kerk was gebaseerd op de Onze-Lieve-Vrouwekerk te Trier, een der oudste gotische kerkgebouwen in Duitsland. Er werd een combinatie van lengtebouw en centraalbouw toegepast, zoals dit ook te vinden is in de Amsterdamse Vondelkerk van dezelfde bouwmeester. Een aantal halfronde uitbouwen dienen voor de plaatsing van zijaltaren of als kapel. De kerk wordt bekroond door een zware vieringtoren met vier zijspitsjes die rust op vier zware natuurstenen zuilen die zich in het midden van de kerk bevinden. De toren is 67,5 meter hoog en bevat een carillon met 42 klokjes. In oktober 1944 werd de toren door oorlogsgeweld beschadigd maar in de jaren daarna weer hersteld. In 1970 werd de kerk grondig gerestaureerd en in 1973 werd ze op de Rijksmonumentenlijst geplaatst. Tijdens herstelwerkzaamheden in 1998 brak er nogmaals brand in de toren uit, waarbij een deel van de spits op het dak terechtkwam.
De toren heeft een torenspits met vier flankerende torentjes.

## Interieur
De doopvont is ontworpen door Pierre Cuypers en vervaardigd door Hendrik van der Geld (1897). De glas-in-loodramen in de doopkapel zijn van Joep Nicolas, die ook de vijf ramen boven het hoofdaltaar vervaardigde en een aantal ramen ter weerszijden van het koor. De biechtstoel is uit 1849 in neobarokke stijl. Er zijn drie schilderstukken uit 1839-1840 van de Antwerpse schilder Gustave Wappers. De gebrandschilderde ramen zijn van Max Weiss en stammen uit 1954. De preekstoel stamt uit 1850 en is uitgevoerd in neobarokke stijl door de ateliers Van Hool te Antwerpen. Het hoofdaltaar uit 1896 is door Cuypers ontworpen en vervaardigd door Van der Geld. Het orgel is in 1828 gebouwd door Bernard Petrus van Hirtum maar het werd later meerdere malen uitgebreid, waarbij ook een nieuw orgelfront in neogotische trant werd aangebracht. Momenteel heeft het 2808 pijpen.
De Kruiswegstaties zijn vervaardigd door C. Grips van 1904-1906. Onder de vieringtoren hangt een grote kroonluchter die echter tijdens de brand van 1998 omlaag was gevallen. Enkele kerkschatten zijn in vitrines tentoongesteld.

## Maria Vreugderijcke
De Maria Vreugderijckekapel stamt uit 1910 en komt voort uit de traditie van de verering van Onze Lieve Vrouw van Mirakelen ter Linde ofwel Maria Vreugderijcke. In Oisterwijk werd sedert de middeleeuwen een miraculeus Mariabeeld vereerd in een kapel onder de oude lindeboom. Het beeld is mogelijk van de Meester van Koudewater afkomstig en stamt uit 1470-1480. Bij de brand in 1583 werden beeld en kapel zwaar beschadigd maar ze werden gerestaureerd en de verering zette zich voort. In 1648 werd de kapel echter gesloten en gebruikt als Latijnse school en later als raadszaal en gemeentehuis. In 1880 werd de kapel gesloopt. Het beeld kwam terecht bij particulieren maar werd in het begin van de 20e eeuw weer hersteld in de ateliers van Pierre Cuypers en vrijgegeven voor verering in de speciaal daartoe ingerichte kapel van de Sint-Petrus'-Bandenkerk